# Трамвай Малышева Лога
Трамва́й Ма́лышева Ло́га — трамвайная линия, соединявшая посёлок Малышев Лог с посёлком Постоянный (ныне территория города Калтана, Кемеровская область) с 1957 по 1961 год.

## История
- 1952 — от железнодорожной магистрали, недалеко от станции Калтан, было построено ответвление к бункерам для вывоза угля с шахты «Шушталепская». Ветка начиналась посередине между станциями «Калтан» и «412 км», проходила мимо посёлка Постоянный и заканчивалась на правом берегу реки Кондомы в посёлке Малышев Лог.
- 1957 — в эксплуатацию пущена новая железнодорожная ветка из южной части Калтана, соединившая шахту «Шушталепская» с Южно-Кузбасской ГРЭС. Использование старой линии прекращено. Директором шахты Пётром Игнатьевичем Каминским было принято решение электрифицировать неиспользуемую ветку и пустить по ней трамвай.
- Конец лета 1957 — начаты работы по установке столбов и монтажу контактной сети.
- Осень 1957 — из Прокопьевска на автомобильной платформе доставлен бывший в употреблении трамвайный вагон «МС».
- Конец осени — начало зимы 1957 — открыто движение трамвая от бункеров к станции «Калтан».
- Зима 1958 — движение трамвая временно осуществляется только на участке Малышев Лог — Постоянный.
- 1961 — в связи с выработкой ресурса вагона и организацией автобусного сообщения, трамвайное движение прекращено.

## Описание работы трамвая

### Маршрут
Линия начиналась от железнодорожного переезда, посередине между станциями «Калтан» и «412 км». Трамвай шёл по железнодорожным путям параллельно автодороге, с заходом в посёлок Постоянный. На момент функционирования трамвая, часть автомобильной дороги шла чуть южнее современной трассы. Большая часть трамвайной ветки проходила по болотам между посёлками Постоянный и Малышев Лог. Не доходя до реки Кондома, линия поворачивала на запад и заходила в поселок Малышев Лог, где заканчивалась возле бункеров, недалеко от восточного крыла Воздушного моста, ведущего к шахте.
Трамвайная линия имела 5 остановок:
- Калтан
- Постоянный
- Колхозная
- Цементная
- Бункера

### График работы
Основным предназначением трамвая являлась доставка рабочих шахты «Шушталепская». Вагон курсировал в челночном режиме с 05:00 до 01:00. Пересменки на шахте происходили в 08:00, 16:00 и 24:00. Трамвай работал без расписания и отправлялся от конечной станции по мере заполняемости вагона. Полное время пробега по трассе составляло 7—10 минут.

### Особенности
Так как вагон был двусторонний и работал на линии в единственном экземпляре, то никаких оборотных колец или разъездов строить не потребовалось. Трамвайное депо или иное сооружение для хранения и обслуживания вагона отсутствовали. Ночью трамвай оставался у бункеров, а его техническое обслуживание осуществлялось слесарями с шахты. Постоянным вагоновожатым трамвая была мотористка шахты «Шушталепская» Галина Трапезникова, которую иногда подменяли слесари с шахты.